# Бекбергенов, Салимгерей Шапагатович
Салимгерей Шафагатович Бекбергенов (каз. Сәлімгерей Шапағатұлы Бекбергенов; 26 марта 1966, с. Костюбе, Володарский район, Астраханская область, РСФСР) — казахстанский государственный деятель.

## Биография
Бекбергенов Салимгерей Шафагатович родился 26 марта 1966 года в селе Костюбе Володарского района Астраханской области. По национальности казах.

### Образование
В 1995 году окончил Алматинский архитектурно-строительный институт по специальности «инженер-строитель».

### Трудовая деятельность
Трудовую деятельность начал в 1984 году после службы во внутренних войсках слесарем монтажного управления «Средазспецэнергомонтаж» в г. Алма-Ата.
В 1987-1990 годах - газоэлектросварщик Алма-Атинской мехколонны треста «Казэлектросеть», пос. Энергетический Илийского района Алма-Атинской области.
В 1990-1992 годах - газоэлектросварщик, начальник участка МГП «Элмонт-Е».
В 1992 году - заместитель директора МЧП «Таза-Ауа».
В 1992-1995 годах - менеджер, старший менеджер ТОО «Камко».
В 1995-1999 годах - директор ТОО «Бесар» в г. Алматы.
В 1999-2001 годах - исполнительный директор ТОО «АББЕК» в г. Алматы.
В 2001 году - заместитель акима города Уральск Западно-Казахстанской области.
В 2001-2004 годах - директор Департамента по государственным закупкам Западно-Казахстанской области города Уральск.
В 2004-2005 годах - начальник управления поддержки и развития предпринимательства Западно-Казахстанской области города Уральск.
В 2005-2006 годах - заместитель начальника Управления архитектуры, градостроительства и строительства Западно-Казахстанской области города Уральск.
В феврале 2006 года назначен начальником Управления архитектуры, градостроительства и строительства Мангистауской области города Актау.
В сентябре 2006 года назначен акимом города Актау Мангистауской области.
23 апреля 2010 года назначен государственным инспектором Отдела государственного контроля и организационно-территориальной работы Администрации Президента Республики Казахстан.
9 декабря 2020 года назначен заместителем акима Актюбинской области.

### Семья
Женат, воспитывает двоих детей.